# لاس پدروساس
لاس پدروساس (به اسپانیایی: Las Pedrosas) یک دهستان در اسپانیا است که در استان ساراگوسا واقع شده‌است. لاس پدروساس ۱۸ کیلومتر مربع مساحت و ۱۱۱ نفر جمعیت دارد و ۴۷۵ متر بالاتر از سطح دریا واقع شده‌است.